# Vía Herculea

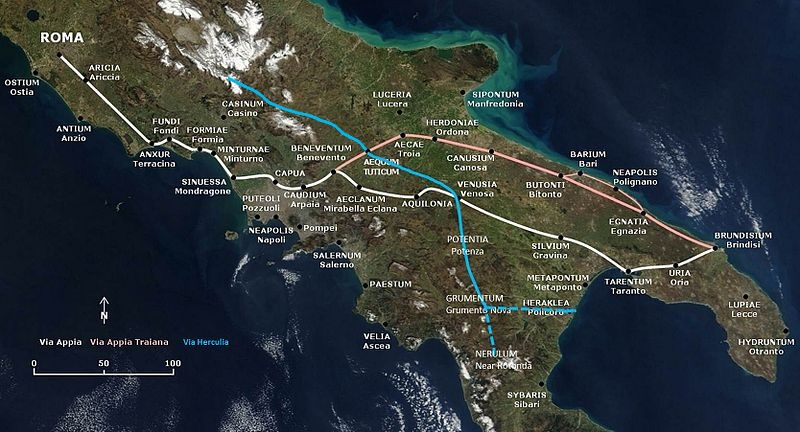
La vía Herculea (en azul) en relación con la vía Trajana preexistente (en rosa) y la aún más antigua vía Apia (en blanco).

La vía Herculea (también llamada Hercúlea, Herculia o Herculeia) era una antigua calzada romana que unía Samnio con Lucania. Construida a finales del siglo III a instancias de Diocleciano, debe su nombre a Maximiano Herculio o Herculeo, césar y augusto durante la Tetrarquía, que supervisó su finalización.

## Historia
La hipótesis más probable es que la vía Herculea no se construyera totalmente de cero, ya que al menos algunas partes del trazado debían de ser preexistentes; por ejemplo, el tramo inicial (hasta el vicus de Aequum Tuticum) ya aparecía en el Itinerario de Antonino, cuya edición original era con toda probabilidad anterior (aunque ligeramente) a la época de construcción de la calzada. Sin embargo, dado que las distancias indicadas en el itinerario eran más largas, se supone que muchos tramos originalmente tortuosos fueron rectificados.

## Recorrido
Existen muchas incertidumbres sobre los tramos norte y sur de la arteria, mientras que es mejor conocido el tramo intermedio que conducía desde el Samnio hirpino, y precisamente, desde el vicus de Aequum Tuticum, hasta Grumentum, en Lucania.
A la altura de Aequum Tuticum (en el valle del Miscano), la vía Herculea se cruzaba con la vía Trajana y, a continuación, atravesaba la sella di Ariano, ascendiendo por el alto valle del Cervaro en dirección sursureste y llegando a las actuales localidades de Civita y Scampitella. A continuación, la calzada giraba hacia el este-sureste en dirección a Santa Maria d'Olivola (donde debía de encontrarse la statio de Matrem Magnam) y Rocchetta Sant'Antonio. Tras cruzar el río Ofanto, la calzada se dirigía hacia Lucania, tocando los centros de Venusia (donde cruzaba la vía Apia), Potentia y Grumentum.
En cuanto al tramo septentrional, un miliario, hallado en 1984 en el valle del Cervaro (cerca de Ariano Irpino) y conservado en el lapidario de la villa comunal, indica la distancia ab Aequo (desde Aequum Tuticum) en 8 millas romanas y la distancia ab Aufidena (desde Aufidena, en el valle del Sangro) en 83 millas, lo que prueba que la vía Herculea iniciaba su recorrido en el norte del Samnio. Sin embargo, el trazado exacto sigue siendo desconocido, aunque la hipótesis más plausible es una superposición parcial entre la vía Herculea y el antiguo tratturo Pescasseroli-Candela que pasaba por Aesernia, Bovianum y Saepinum.
En cuanto al tramo meridional, la dirección tomada por la vía al sur de Grumentum sigue siendo incierta. La hipótesis más aceptada, a partir de las investigaciones del siglo XIX, vería la vía Herculea continuar hacia el sur, pasando por la estación de Semuncla, hasta la ciudad de Nerulum, cerca de la cual se habría fusionado con la vía Popilia que conectaba Capua con Regium (Reggio Calabria).. Sin embargo, otros estudiosos opinan que, tras llegar a Grumentum, la arteria giraba hacia el este, en dirección a Heraclea, a orillas del mar Jónico. En cualquier caso, la vía Herculea se considera la más importante que atravesaba Lucania en época romana, debido a su conexión directa con las vías consulares Apia y Trajana.